# Die Teufel (Film)
Die Teufel ist ein britisches Filmdrama des Regisseurs Ken Russell aus dem Jahre 1971, das auch zum Subgenre des Nunsploitationfilms gezählt wird. Das Drehbuch basiert auf dem Roman Die Teufel von Loudun von Aldous Huxley, sowie dessen Bühnenadaption von John Whiting, die eine wahre Begebenheit aus dem Jahr 1633 wiedergeben. In Deutschland kam er am 17. September 1971 in die Kinos.

## Handlung
Frankreich im 17. Jahrhundert. Kardinal Richelieu versucht, seine Machtposition zu stärken. Er überzeugt König Ludwig XIII. davon, die Befestigungsanlagen der französischen Städte zu zerstören. Er will damit erreichen, dass die Protestanten sich nicht verschanzen können. Der König ist einverstanden, nur die Stadt Loudun soll verschont bleiben, weil der König bei dem Gouverneur von Loudun im Wort steht.
In der Zwischenzeit ist der Gouverneur von Loudun jedoch gestorben. Sein Nachfolger ist der angesehene Priester Urbain Grandier. Er hat eine Affäre mit der Tochter des Priesters Canon Mignon, während die neurotische und missgebildete Äbtissin Jeanne in Grandier verliebt ist. Sie will ihn dazu bewegen, Beichtvater des Klosters zu werden. Als Grandier heimlich Madame De Brou heiratet, erfährt Jeanne davon. Diese Neuigkeit lässt die schon vorher geistig labile Frau gänzlich verrückt werden.
Truppen unter Baron de Laubardemont erreichen die Stadt, um, entgegen der Vereinbarung des verstorbenen Gouverneurs mit dem König, die Festungsanlagen zu schleifen. Grandier kann mit seinen Soldaten den Baron stoppen. Grandier zwingt den Baron dazu, auf eine königliche Order zu warten. Zu diesem Zweck reist Grandier nach Paris zum König. In der Zwischenzeit erfährt Jeanne, dass der Priester Mignon der neue Beichtvater des Klosters ist. Sie erzählt Mignon von Grandiers heimlicher Hochzeit und seinen Liebschaften und bezichtigt ihn der Hexerei. Mignon unterrichtet daraufhin den Baron von den Anschuldigungen. Mit der Zeit werden die Aussagen so deformiert, dass man Grandier der Hexerei bezichtigt. Der Baron und Mignon machen sich auf die Suche nach Beweisen gegen Grandier.
Laubardemont sichert sich die Hilfe des Inquisitors Pierre Barre. Barre steht in dem Ruf eines Hexenjägers, der auch Exorzismen vornimmt. Jeanne lässt ihre Ordensschwestern gegen Grandier aussagen. Die Einwohner Louduns folgen zunehmend dem Hexenwahn, die Nonnen geraten in eine Art religiöse Raserei. In der Verkleidung als Herzog de Condé kommt der König in die Stadt. Er überbringt eine religiöse Reliquie, mit der der Inquisitor an den Nonnen einen Exorzismus vornimmt. Die Nonnen scheinen geheilt zu sein, doch der vermeintliche Herzog verrät, dass der Behälter für die Reliquie leer ist. Durch den Beweis, dass der Exorzismus nur vorgetäuscht war, geraten die Nonnen wieder in Raserei und vergnügen sich in wilden Orgien.
In diesem Durcheinander kommt Grandier mit seiner Frau zurück nach Loudun. Beide werden sofort verhaftet. Grandier wird gefoltert, kann aber Mignon von seiner Unschuld überzeugen. Die Richter, vom Baron unter Druck gesetzt, verurteilen Grandier dennoch zum Tode durch Verbrennung. Sein Henker verspricht ihm, ihn zu erdrosseln, bevor ihn das Feuer erreicht. Doch noch bevor der Henker etwas tun kann, legt Barre selbst Feuer an den Scheiterhaufen. Mignon, der Grandier nicht vor dem Urteil retten konnte, durchtrennt die Stricke, doch der Verurteilte verbrennt trotzdem. Zur gleichen Zeit werden die Stadtmauern gesprengt, die Einwohner fliehen.
Barre verlässt Loudun. Der Baron unterrichtet Jeanne, dass der Beichtvater Mignon wegen Senilität in ein Sanatorium geschickt worden sei. Er übergibt ihr einen Knochen Grandiers. Jeanne ist am Boden zerstört und befriedigt sich mit dem Knochen. Grandiers Frau ist freigelassen worden und verlässt die Stadt.

## Kritiken
Das Lexikon des internationalen Films beschreibt diesen Film als „blutrünstiges, bombastisch-obszönes Melodram. […] Ein effektgeladenes und grell-übersteigertes ‚Sitten‘-Bild, durchaus mit einigen formalen und schauspielerischen Qualitäten, das aber weder historisches noch philosophisches Bewusstsein erkennen lässt.“
Für die Kinozeitschrift Cinema ist das „Kirchenpanoptikum“ eine „verstörend drastische, gallige Kirchensatire.“
Die Variety urteilte: „Als wenn die Geschichte selber nicht schon bizarr genug wäre, bauscht Russell die historischen Ereignisse durch Grausamkeiten auf Kosten der dramaturgischen Einheit auf. Durch Russells rasanten wilden Inszenierungsstil, drohen die Darstellungen inmitten der Brutalitäten unterzugehen.“
Vincent Canby von der New York Times zieht das negative Fazit: „Der Film lebt von seinen dummen, melodramatischen Effekten. Er hat wenig Substanz und viele Obszönitäten. […] Russell reduziert das komplexe Drama zu einem langweiligen Stück Pop-Art.“
Toni Mastroianni von der Cleveland Press bezeichnet den Film als „makabre Arbeit“. Auch hier wird die mangelnde Substanz bemängelt.
Der TimeOut Filmguide schrieb, der Film sei eine „überfrachtete Adaption“, die einer „diabolischen Komödie“ nahe komme.

## Auszeichnungen
Das Sindacato Nazionale Giornalisti Cinematografici Italiani (SNGCI), die Berufsvereinigung der italienischen Filmjournalisten, zeichnet Ken Russell mit dem Nastro d’Argento für den besten ausländischen Film aus. Als bester Regisseur bekam Russell den NBR Award vom National Board of Review verliehen.

## Hintergrund
Die Dreharbeiten fanden in den Pinewood Studios und in der Stadt Bamburgh in der Grafschaft Northumberland statt.
Der Film war das Debüt von Gemma Jones. Die Rolle der Jeanne sollte ursprünglich Glenda Jackson übernehmen, doch sie hatte schon mehrfach ähnliche Rollen unter Ken Russells Regie gespielt und sagte ab. Der später als Regisseur bekannt gewordene Derek Jarman war in seiner ersten Filmarbeit für die Ausstattung zuständig. Die Kostüme stammten von Shirley Russell, der Ehefrau des Regisseurs Ken Russell. Ein weiteres Familienmitglied des Regisseurs, sein Sohn Alex, spielte eine kleine ungenannte Nebenrolle als Kind am Königshof. Der Tricktechniker John Richardson sorgte für die Spezialeffekte.

## Reaktionen auf den Film
Die sehr freizügige Darstellung und die gezeigte Brutalität sorgte für Kontroversen. Regisseur Russell musste für die Veröffentlichung in den verschiedenen Ländern den Film mehrfach umschneiden. Die Zensurbehörden störten sich im Besonderen an Orgienszenen, in denen Nonnen ein mannshohes Kruzifix zur Selbstbefriedigung missbrauchen. Diese Szenen wurden von Russell als „Vergewaltigung Christi“ bezeichnet. Während in Großbritannien diese Szenen geschnitten wurden, wurde in den USA das Schnittmaterial aufbewahrt. Russell selbst beklagte die Schnittauflagen, die seiner Meinung nach eine Schlüsselszene des Filmes wegfallen ließen.
Nicht nur die staatlichen Zensurbehörden beanstandeten den Film. Die Los Angeles Times berichtet, dass der Film nach seiner Aufführung bei den Internationalen Filmfestspielen von Venedig vom Vatikan verurteilt wurde. Zudem wurde der Rücktritt des Festivaldirektors gefordert.
Der britische Filmhistoriker und -kritiker Mark Kermode entdeckte 2002 verlorengegangenes Filmmaterial, das insbesondere die „Vergewaltigung Christi“ beinhaltete. Diese Szenen wurden in seiner Dokumentation Hell on Earth gezeigt. Daraufhin wurde 2004 eine restaurierte Filmfassung vom British Film Institute gezeigt. In dieser Fassung ist die Vergewaltigungs-Szene enthalten.

## Veröffentlichung
Am 19. März 2012 wurde die X-Rated-Filmfassung vom British Film Institute auf DVD veröffentlicht. Die Szenen, die 1971 der Zensur zum Opfer fielen und teilweise in die 2004 restaurierte längere Fassung aufgenommen wurden, fehlen hier weiterhin.